# Invocación (novela)
Invocación (título original en inglés: Dark Reunion) es la cuarta parte de una serie de cuatro libros llamada The Vampire Diaries, escrita por la autora estadounidense L. J. Smith. El libro se publicó en 1991 en Estados Unidos.

## Argumento
Bonnie, la gran amiga de Elena, empieza a verla en sueños, y ésta le transmite un mensaje aterrador: una nueva amenaza se cierne sobre Fell’s Church... Elena necesita a Stefan para ayudarla a combatir el Mal. Pero él no regresará solo: su hermano Damon le seguirá. ¿Serán ambos capaces de olvidar su enemistad y colaborar para vencer a este poderoso adversario? Más aún, ¿aceptarán la elección de Elena?

## Adaptación televisiva
La adaptación de la saga en forma de serie para la televisión será llevada a cabo por Kevin Williamson.